# Tetralogija
Tetralogija ili kvadrilogija je umjetničko djelo objavljeno u četiri dijela, ili četiri djela koja zajedno čine jednu cjelinu. Najčešće je u pitanju književno ili filmsko djelo.
Neke od najpoznatijih tetralogija su ciklusi Shakespearovih povijesnih drama, Wagnerove opere iz ciklusa Prsten Nibelunga odnosno ciklus filmova o Alienu.

## Vanjske poveznice
- Tetralogija